# Cosprons
Cosprons és un poble del terme comunal de Portvendres, a la comarca del Rosselló, de la Catalunya del Nord. Antigament, i fins entrat el segle xx, el poble i la vall on es troba pertanyien al terme comunal de Banyuls de la Marenda.
Està situat gairebé al centre del terme comunal al qual pertany, a uns 2 quilòmetres i mig en línia recta al sud de la vila de Portvendres.

## Característiques
Es tracta d'un poble de cases individuals, de diferent antiguitat, situat sobretot al llarg del carrer de la Madaloc, amb l'església, antigament parroquial de Santa Maria de Cosprons situada en el cementiri, al nord-oest del poble. El 1470 ja hi són citats el Mas d'en Pere Cornell i el mas Ferrer, i els esments documentals medievals esmenten els Cols Presons (de Pregons), el 1395, Cosperhons i Cosprons el 1440 i Coylls Pregons.
A causa de la seva situació, a prop de la costa, però enmig d'una vall apta per al conreu de la vinya, Cosprons ha estat habitatge tradicional alhora de vinyataires i de pescaires, com es diu al Rosselló.

## Història
El poble ja és citat el 1197 (honor de Collis Profundis) i el 1321 (Cols Prohons); la seva església és un edifici romànic, del segle xiii. A més, posseeix una imatge del Crist a la creu del segle xiv que, diu la llegenda, va ser trobada a la mar. Compresa inicialment dins de la parròquia de Sant Joan Evangelista de Banyuls de la Marenda, el seu territori pertangué als Castell Rosselló: en l'acta matrimonial de Ramon de Castell Rosselló amb Saurimonda, consta que el primer hi aportava el seu honorem de Collis Profundis.
El 1395 Joan d'Empúries es va atribuir l'alta jurisdicció de Cosprons, i el territori fou durant bastants anys objecte de litigi entre els senyors de Cosprons i de Banyuls, els comtes d'Empúries i el Comanador templer de Bajoles, fins que a principis del segle xvii fou Rafael Jahèn, un burgès de Perpinyà, qui prengué possessió del lloc i el repoblà. Finalment, entre 1661 i 1784 els habitants del lloc prestaven reconeixement i fidelitat al comanador templer. El darrer senyor documentat del lloc fou Ignasi des Brull, cavaller de l'orde i religió de Sant Joan de Jerusalem.